# Felonio

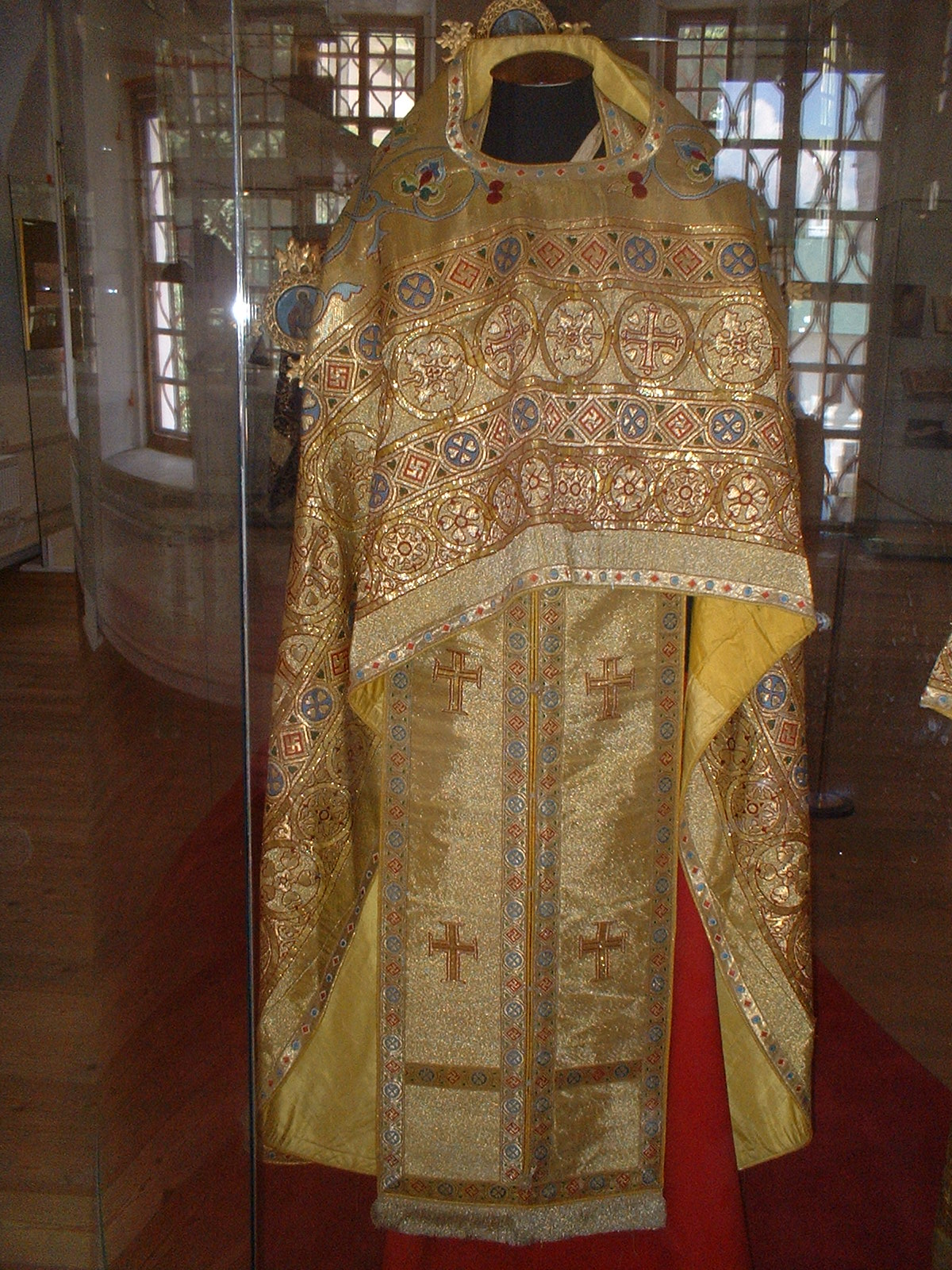
Un felonio russo

Il felonio, o phelonion, è il paramento liturgico proprio dei presbiteri di rito orientale (cattolici e ortodossi), che lo indossano durante la celebrazione della Divina Liturgia. Nelle sue forme attuali risale al XV secolo ca. ed è paragonabile alla casula ed alla pianeta, che vengono utilizzate dai presbiteri di Rito latino. La sua forma è quella di un mantello lungo fino alle caviglie e chiuso dal petto in su, che presenta sempre una croce sulla parte posteriore.

## Il felonio russo ed il felonio greco
Principalmente esistono due tipi di felonio: quello greco e quello russo, che differiscono fra loro di poco. 
- Il felonio russo, utilizzato da gran parte delle varie comunità ortodosse, è chiuso nella parte superiore e presenta un alto collo irrigidito che copre la nuca. La parte posteriore, poi, è di solito scandita da due galloni orizzontali situati uno subito al disotto della croce (gallone superiore) e l'altro a circa venti centimetri dal bordo inferiore (gallone inferiore).
- Il felonio greco, che invece viene utilizzato da tutte le comunità di rito bizantino, può essere aperto sul davanti (in tal caso vi sono due bottoni) e la sua scollatura è sempre a girocollo (come quella dello sticario). A differenza del felonio russo, quello greco è privo dei due galloni nella parte posteriore, mentre è decorato da un triangolo che tocca il bordo inferiore, in corrispondenza ai piedi.

## Il piccolo felonio
Oltre che il felonio inteso nella sua forma ordinaria, ne esiste uno più piccolo, che arriva sino alle spalle, molto simile alla mozzetta che viene indossata dai prelati della chiesa cattolica di Rito latino. Il piccolo felonio, proprio delle chiese di rito russo e slavo, viene utilizzato durante l'ordinazione dei lettori (e durante il loro rituale taglio dei capelli, eseguito da un vescovo) e durante la benedizione dei chierichetti e degli accoliti.